# Gorgoroth (hudební skupina)
Gorgoroth je norská black metalová skupina, která vznikla v Bergenu v roce 1992. Byla založena Infernusem (pravým jménem Roger Tiegs). Skupina se jmenuje po mrtvé pláni zla a temnoty v zemi Mordor z fantasy románu J.R.R. Tolkiena.

## Historie

### 1992–1997
Kapela Gorgoroth byla založena v roce 1992 kytaristou Infernusem a v roce 1993 vydala demo A Sorcery Written In Blood. 7. ledna 1994 se v lokálních novinách Firda objevil článek, podle kterého toto demo a letáky se satanistickými symboly vedly k "znepokojení rodičů a kontaktování šerifovy kanceláře ve Fjaler". Poté Gorgoroth podepsali smlouvu s Embassy Productions a začali pracovat na albu Pentagram.
Když je opustil baskytarista Kjettar, novým členem se stal Samoth z Emperor a po vydání alba Pentagram v roce 1994 bubeníka Goata nahradil Frost ze Satyricon. Po nahrání vokálů do druhého alba Antichrist odešel zpěvák Hat a novým zpěvákem se stal Pest z Obtained Enslavement. Antichrist nakonec vyšlo v roce 1995 po smlouvě s Malicious Records a následující rok kapela vyrazila na evropské turné se Satyricon a Dissection. Jméno Gorgoroth se tím dostalo do povědomí black metalového undergroundu, i když bylo pořád ještě zastíněno kapelami jako Mayhem nebo Emperor. V roce 1997 vydali Under the Sign of Hell (v době jeho nahrávání se k nim přidal kytarista Tormentor) a vyrazili na své první turné jako headlineři. Na tomto turné Infernuse a Tormentora oslovilo německé hudební nakladatelství Nuclear Blast a Gorgoroth jejich nabídku přijali. Toto rozhodnutí způsobilo velkou kritiku a kapela nakonec o několik let později nakladatelství opustila.

### 1998–2005
S Nuclear Blast vydali tři alba, Destroyer, během jehož nahrávání se novým zpěvákem stal Gaahl, ale je ho slyšet jen v jedné písni Destroyer, album Incipit Satan a Twilight of the Idols. V roce 1998 Gorgoroth jeli na evropské turné s Cradle of Filth a hráli i na Wacken Open Air a na Tuska Open Air Festivalu. Incipit Satan bylo napsáno z větší části Infernusem, přesto však nabralo mnohem více experimentální směr než předchozí alba a po jeho vydání v roce 2000 se ustálila sestava na kytaristech Infernusovi a Tormentorovi, Kingem Ov Hell na baskytaře a Kvitrafnem za bicími. Gorgoroth hráli na Hole In The Sky festivalu v Bergen, který byl založen in memoriam jejich prvního bubeníka Grima (spáchal sebevraždu v roce 1999). V roce 2002 strávil Gaahl 9 měsíců ve vazbě za násilnosti a Tormentor kapelu opustil kvůli konstantním neshodám s Kingem.
Po Tormentorově odchodu nahráli Twilight of the Idols, které bylo napsáno hlavně Kingem a Kvitrafnem. Na koncertu Black Mass Krakow 2004 jako kytarista hrál Apollyon z Aura Noir. Tento koncert byl nahrán na DVD a zobrazuje kontroverzní show: ovčí hlavy nabodnuté na kolech, 80 litrů ovčí krve, satanistické symboly a čtyři nahé ukřižované muže a ženy.

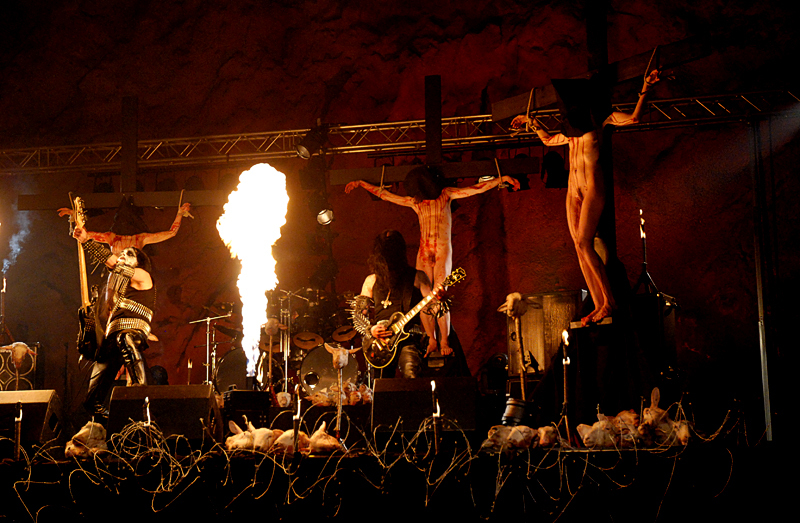
Video „Carving a Giant“, rekonstrukce kontroverzního představení.

Policie kapelu obvinila z náboženské urážky a z týrání zvířat, ale kapela nakonec nebyla perzekvována z důvodu nevědomosti polských zákonů. Organizátor však musel v roce 2007 zaplatit 10 000 zł, protože kapelu dostatečně neinformoval. Celá kontroverze vedla k odstoupení od Nuclear Blast a ke konfiskaci nahrávky policií. Po úspěšném jihoamerickém turné skupinu opustil Kvitrafn a po různých evropských koncertech a turné s 1349 v roce 2005 se Gorgoroth na dva roky odmlčeli.

### 2006–současnost
Gorgoroth přes Regain Records nahráli Ad Majorem Sathanas Gloriam. Byli nominováni v metalové kategorii Spellemann Awards (norský ekvivalent k ceně Grammy). Gaahl si musel odpykat téměř roční trest za útok a Infernus 4 měsíce za znásilnění.
Na podzim 2007 Infernus na oficiální Myspace stránce oznámil odchod Gaahla a Kinga. King Ov Hell a Gaahl tvrdili, že "vykopli" Infernuse a uzurpovali si právo na jméno Gorgoroth. Tento spor vyřešil až soud v březnu 2009, kdy byl právoplatným vlastníkem Gorgoroth jmenovaný Infernus.
Novým bubeníkem a kytaristou se stal Tomas Asklund a Frank Watkins. V roce 2008 bylo vydáno Black Mass Krakow 2004 a v prvním týdnu se umístilo na čtvrtém místě norského hudebního DVD žebříčku. Zároveň se do kapely vrátil Tormentor a Pest. V srpnu 2009 Gorgoroth hráli na desátém ročníku Hole In The Sky, což byl jejich první koncert po pauze od roku 2007 a setlist obsahoval hlavně starší písně včetně dvou z alba Pentagram, které naživo nehráli od roku 1997.
Album Quantos Possunt ad Satanitatem Trahunt s Pestovými vokály, které nahradily původní nahrávku s Gaahlem, bylo vnímáno vesměs pozitivně a bylo srovnáváno se staršími alby jako Antichrist.
V prosinci 2011 bylo znovu vydáno Under the Sign of Hell pod názvem Under the Sign of Hell 2011. O rok později Pest prohlásil, že se nebude moct účastnit turné v Latinské Americe, Infernus ho proto z kapely vyhodil. O vokály na turné se postaral Hoest z Taake a oficiálním zpěvákem na následujícím albu Instinctus Bestialis byl prohlášen Atterigner z Triumfall. Album bylo vydáno v roce 2015 přes Soulseller Records. 18. října 2015 zemřel baskytarista Frank Watkins na rakovinu. V lednu 2019 Infernus s Phobosem oznámili vytvoření vlastního piva Radix Malorum ve spolupráci s malým pivovarem Lysefjorden.

## Členové

### Současní členové
Infernusovo poslední oznámení oficiálních členů z ledna 2014 jmenuje tyto hudebníky. Současný stav není objasněný.
- Infernus (Roger Tiegs) – kytara, baskytara, bicí, screaming (1992–dosud)
- Tomas Asklund – bicí (2007–dosud)
- Atterigner (Stefan Todorović) – screaming (2012–dosud)
- Frank Watkins (Bøddel) - baskytara (2007–2015; zemřel 2015)

### Současní sezónní členové
- Phobos (Elefterios Santorinios) – bicí  (2011-2014, 2015–dosud)
- Guh.Lu (Francesco) – baskytara (2012–dosud)
- Aindiachaí (Adam Dunlea) - kytara (2017–dosud)
- Hoest (Ørjan Stedjeberg) – screaming  (2012-2013, 2014–dosud)

### Bývalí členové

#### Screaming
- Hat (Jan Åge Solstad) (1992–1995)
- Pest (1995–1997, 2008–2012)
- Gaahl (1998–2007)

#### Kytara
- Tormentor (1996–2003, 2008–2012)
- Apollyon (2003–2004)
- Teloch (2004–2005, 2007)
- Skagg (2005): session[16]
- Fábio Zperandio
- Paimon (Błażej Kazimierz Adamczuk)

#### Baskytara
- Kjettar (1992–1993)[17]
- Samoth (1993–1994)
- Storm (1995)
- Ares (1995–1997)
- T-Reaper (1998–1999)[18]
- King ov Hell (1999–2007)
- Frank Watkins (Bøddel) (2007–2015; zemřel 2015)

#### Bicí
- Goat Pervertor (Rune Thorsnes) (1992–1994)
- Frost (1994–1995, 2001[19] 2004–2005)
- Grim (1995–1996; zemřel 1999)
- Vrolok (1996–1998)
- Sjt. Erichsen (1999)
- Ivar Thormodsæter (1999)
- Kvitrafn (Einar Selvik) (2000–2004)
- Dirge Rep (Per Arild Håvarstein) (2004–2007)
- Garghuf (2007)
- Vyl (Vegar Larsen) (2009-2011, 2014-2015, 2017)

## Diskografie

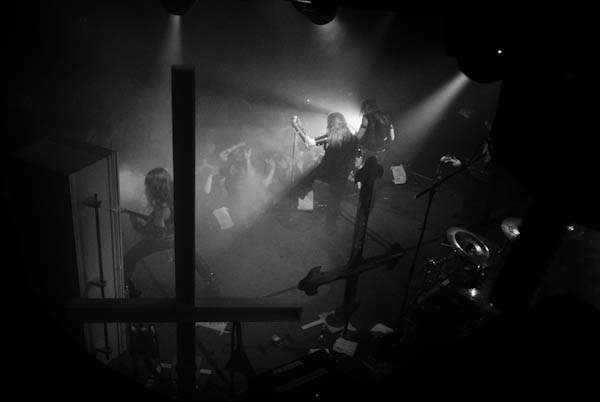
Gorgoroth naživo na Hole In The Sky 2009

### Studiová alba
- Pentagram (1994)
- Antichrist (1996)
- Under the Sign of Hell (1997)
- Destroyer  (1998) – plným názvem Destroyer or about how to philosophize with the hammer
- Incipit Satan (2000)
- Twilight of the Idols (in Conspiracy with Satan) (2003)
- Ad Majorem Sathanas Gloriam  (2006)
- Quantos Possunt ad Satanitatem Trahunt (2009)
- Under the Sign of Hell 2011 (2011)
- Instinctus Bestialis (2015)

### Živá alba a koncerty
- The Last Tormentor (1996)
- Bergen 1996 (2007)
- Black Mass Krakow 2004 (2008)
- True Norwegian Black Metal – Live in Grieghallen (2008)

### Dema
- A Sorcery Written in Blood (1993)
- Promo '94 (1994)